# Zasulauks
Zasulauks est un voisinage du district de Kurzeme à Riga en Lettonie.

## Géographie
Le quartier de Zasulauks borde les quartiers de Dzirciems, Āgenskalns, Šampēteris et Imanta . 
Les limites du quartier de Zasulauka sont les rues Slokas iela, Jūrmalas gatve, Zārdu iela, Smārdes iela, Tapešu iela, Lielirbes iela, Kalnciema iela, Dreiliņu iela, Baldones iela, Slokas iela. 
Le quartier est traversé par la rue Kuldīgas iela.
La superficie totale de Zasulauks est de 1,190 km2 soit presque 20% la superficie moyenne des quartiers de Riga. 
La longueur du périmètre du quartier est de 5 530 mètres.
Le quartier de Zasulauks est divisé par la ligne ferroviaire de Bolderāja, qui traverse le quartier dans sa partie ouest du sud au nord et qui dessert la gare de Zasulauks.

## Transports
- Bus: 	 	22, 35, 56, 63
- Tramway: 2
- Gare de Zasulauks